# Ross Graham
Ross James Graham (* 23. Februar 2001 in Blairgowrie and Rattray) ist ein schottischer Fußballspieler, der bei Dundee United in der Scottish Premiership unter Vertrag steht.

## Karriere

### Verein
Der in Blairgowrie and Rattray geborene Graham begann seine Karriere im etwa 25 km südöstlich gelegenen Dundee beim West Boys Club. Im Alter von elf Jahren wechselte er 2012 zu Dundee United. Er durchlief die Jugendakademie, indem er am „SFA Performance Program“ teilnahm und die St. Johns High School in Dundee besuchte. In der Anfangszeit spielte er hauptsächlich im defensiven Mittelfeld, entwickelte sich später aber auch zu einem zuverlässigen Innenverteidiger weiter, da er als aggressiver und robuster Spieler gilt. Nachdem er für die U17-Mannschaft des Vereins beeindruckt hatte, erhielt er im Juli 2018 seinen Profivertrag bei „United“. Zu Beginn der Saison 2018/19 kam Graham zweimal in Challenge-Cup-Spielen der ersten Mannschaft gegen die St. Johnstone Colts und Alloa Athletic zum Einsatz. Im September 2019 unterzeichnete Graham einen neuen Dreijahresvertrag in Dundee. Nachdem er mehrmals ungenutzter Ersatzspieler für die erste Mannschaft war, wechselte er im Januar 2020 für den Rest der Saison 2019/20 auf Leihbasis zum schottischen Viertligisten Elgin City. Aufgrund der COVID-19-Pandemie wurde die Saison im April 2020 vorzeitig abgebrochen. Graham hatte bis dahin acht Spiele für Elgin absolviert. Graham begann das Saisontraining 2020/21 mit dem Kader der ersten Mannschaft von Dundee United, bevor er erneut ausgeliehen wurde und sich im Oktober für den Rest der Saison 2020/21 dem Drittligisten Cove Rangers anschloss. Er machte 23 Spiele für die Mannschaft aus Cove Bay, in allen Wettbewerben, davon 15 in der Liga. Im Juli 2021 unterzeichnete er eine weitere Vertragsverlängerung um drei Jahre bei den „Tangerines“. Direkt danach wurde Graham an den Zweitligisten Dunfermline Athletic als Leihspieler abgegeben. In Dunfermline spielte Graham zunächst in einigen Partien, wurde jedoch nach einem Trainerwechsel im Verein nicht mehr berücksichtigt. Seine ursprünglich bis zum Ende der Saison laufende Leihe wurde im Januar 2022 vorzeitig beendet. Als er zu Dundee United zurückkehrte, gab er sein Ligadebüt für den Verein am 29. Januar 2022 als Einwechselspieler gegen Celtic Glasgow bei einer 0:1-Niederlage in der Scottish Premiership. Am	20. Februar 2022 gelang ihm sein erstes Tor als Profi, als er gegen die Glasgow Rangers das Führungstor bei einem 1:1-Unentschieden erzielte. Einen weiteren Treffer konnte er im Saisonverlauf gegen Hibernian Edinburgh erzielen. Graham kam in Dundee nach den Leihstationen regelmäßig zum Einsatz und qualifizierte sich mit den „Tangerines“ für die Meisterschafts-Play-offs oberen sechs Teams der Tabelle.

### Nationalmannschaft
Ross Graham debütierte im März 2022 in der Schottischen U21-Nationalmannschaft bei einem 2:2-Unentschieden gegen Kasachstan in Almaty. Dabei erzielte er das zwischenzeitliche Führungstor zum 1:0. Im Juni 2022 folgten zwei weitere Länderspiele gegen Belgien und Dänemark.